# Tysklands nationalvåben
Det tyske nationalvåben er et af Tysklands symboler. Det består af en sort ørn på en gul baggrund. Dets farver er de samme som på det tyske flag (sort, rød, og gul). Det er et af de ældste statssymboler i Europa og har rødder tilbage til de germanske stammer, der havde ørnen som et symbol for guden Odin.[kilde mangler]

## Middelalderen og det Hellige Tysk-Romerske Rige
Ørnens historie som symbol går langt tilbage. Romerriget og det Byzantinske Rige brugte ørnen som symbol for de mest ophøjede, dvs. Gud og kejseren, og den blev set som symbol for uovervindelighed. Brugen af ørnen i Tyskland dateres tilbage til Karl den Store (742-814). Omkring år 1200 var den sorte ørn i gyldent felt alment accepteret som det kejserlige våben.
I 1433 blev den dobbelthovedede ørn for første gang anvendt af kejser Sigismund af Luxembourg. Siden da blev dobbeltørnen symbol på den tyske kejser og dermed våbenmærke for det Tysk-Romerske Rige. Fra midten af det 15. århundrede og fremefter satte kejserne deres dynastiske våbenmærker på ørnens bryst. Efter det Tysk-Romerske riges opløsning i 1806 fandtes der hverken en forenet tysk stat eller et fælles våbenmærke.
| Det Tysk-Romerske Riges våben                                   | Det Tysk-Romerske Riges våben                  | Det Tysk-Romerske Riges våben | Det Tysk-Romerske Riges våben                    |
| --------------------------------------------------------------- | ---------------------------------------------- | ----------------------------- | ------------------------------------------------ |
|                                                                 |                                                |                               |                                                  |
| Kejser Frederik den smukkes våben som konge af Tyskland i 1446. | Det Tysk-Romerske Riges våben i et manuskript. | Josef II's våben (1765).      | Den sidste Tysk-Romerske kejser Frans II's våben |

## Det tyske Forbund
I 1815 blev det Tyske forbund oprettet af 39 løst-tilknyttede tyske stater. Indtil 1848 havde forbundet ikke noget eget våbenmærke. Forbundsdagens møde i Frankfurt am Main anvendte et segl med Kejserriget Østrigs våben eftersom Østrig havde overtaget ledelsen af forbundet. Det afbildede en sort dobbelt-ørn, som Østrig netop havde antaget som statsvåben kort før det Tysk-Romerske Riges opløsning.
Under Martsrevolutionen i 1848 blev et nyt rigsvåben antaget af Frankfurtparlamentet, der forsamledes i Paulskirken i Frankfurt am Main. Man beholdt den dobbelthovedede ørn, men uden de kejserlige symboler: sværdet, rigsæblet, sceptret og kronen. Ørnen var placeret i et gyldent skjold med en femtakket gylden stjerne over skjoldet. Skjoldet var flankeret af faner i farverne sort, rød og gul. Dette rigsvåben blev dog aldrig alment accepteret.
| Det Tyske Forbunds våbenskjold                             | Det Tyske Forbunds våbenskjold | Det Tyske Forbunds våbenskjold                     | Det Tyske Forbunds våbenskjold |
| ---------------------------------------------------------- | ------------------------------ | -------------------------------------------------- | ------------------------------ |
|                                                            |                                |                                                    |                                |
| Den østrigske ørn stod model til det Tyske Forbunds våben. | Det Tyske Forbunds våben       | Forslag til rigsvåben under Majrevolutionen i 1848 |                                |

## Det Nordtyske Forbund
I 1867 oprettedes Det Nordtyske Forbund uden Østrig og de sydtyske stater, under preussisk lederskab. Man antog et nyt rigsvåben bestående af et skjold med farverne sort, hvid og rød flankeret af to vildmænd.

## Det tyske kejserrige
Det tyske kejserrige genindførte den middelalderlige enhovedede ørn i gyldent felt. Den såkaldte Reichsadler var blevet indført allerede ved proklamationen i Versailles, selvom den i begyndelsen kun var foreløbigt våben. Udformningen af ørnen ændrede sig mindst to gange i kejserrigets levetid (1871-1918).
| Det Tyske Kejserriges våben (1871-1918) | Det Tyske Kejserriges våben (1871-1918)                                                                         | Det Tyske Kejserriges våben (1871-1918)                      | Det Tyske Kejserriges våben (1871-1918)                        |
| --------------------------------------- | --- | ------------------------------------------------------------ | -------------------------------------------------------------- |
|                                         | |                                                              | Reichsadler der wilhelminischen Epoche                         |
| Den tyske kejsers store våben           | Midlertidigt våbenskjold for det tyske kejserrige ved proklamationen i Versailles 27. april 1871–3. august 1871 | Det tyske kejserriges våben, 1871 - 1889 3. august 1871–1888 | Det tyske kejserriges våben, 1889 - 1918 6. december 1888–1918 |

## Weimarrepublikken
Weimarrepublikken (1918-1933) bibeholdt rigsørnen uden det tidligere monarkis symboler (krone, ordenskæde og brystskjold med det preussiske våben).
|                                              |                                                   |
| Våben anvendt i debn tidlige Weimar-republik | Våben anvendt i Weimar-republikkens regeringsflag |

## Nazi-Tyskland
Selvom Adolf Hitler kom til magten i 1933 bibeholdtes Weimarrepublikkens rigsvåben indtil 1935. Nazipartiet anvendte en aggressivt-udseende sort ørn over en stiliseret krans af egeløv med et hagekors i midten. Når ørnen havde hovedet vendt mod venstre var den et symbol på nazipartiet og blev derfor kaldt for Parteiadler ("partiørn"). Nazisterne indførte deres partisymbol som statskendetegn i 1935, med den ændring at ørnen havde hovedet vendt mod højre. Dette symbol blev kaldt for Reichsadler (rigsørn).
|                                                           |
| Rigsørnen som statskendetegn for Nazi-Tyskland efter 1935 |

## Efterkrigstiden
Den Tyske Forbundsrepublik blev grundlagt i 1949 og antog sig Weimarrepublikkens rigsvåben i 1950. Siden da er ørnen kendt under navnet Bundesadler (forbundsørn). Den nuværende afbildning er foretaget af Tobias Schwab i 1929. Siden Tysklands genforening i 1990 har forbundsørnen været det forenede Tysklands kendetegn.

## Østtyskland
DDR anvendte et sovjetisk-inspireret ikke-heraldisk mærke som statskendetegn fra 1950 indtil genforeningen med Vesttyskland i 1990. I 1959 blev dette mærke sat på det østtyske flag.
| DDR's statskendetegn | DDR's statskendetegn | DDR's statskendetegn |
| -------------------- | -------------------- | -------------------- |
|                      |                      |                      |
| 1950–1953            | 1953–1955            | 1955–1990            |

## Anvendelse i dag
Officielle afbildninger af forbundsørnen findes ikke kun i forbundsvåbnet, men også på flag anvendt af forbundsmyndigheder, den tyske præsidents standart og officielle segl. Disse afbildninger er foretaget af forskellige kunstnere i Weimar-tiden, og adskiller sig mest fra hinanden ved vingernes form og stilling. En stor og meget kraftig version af ørnen udsmykker den tyske Forbundsdags mødesal og bliver til tider kaldt "fette Henne" (den fede høne). En tilsvarende kraftig ørn kan ses på de tyske Euro-mønter. I tilgift til de officielle afbildninger har mange kunstneriske variationer fundet vej til mønter, frimærker og officielle institutioners brevpapir.

### Varianter
|                                                       |                                                                                        |                               |                                          |                                       |
| Den tyske Forbundsrepubliks statsvåben (Bundeswappen) | Forbundsskjoldet (Bundesschild) som anvendt i det tyske statsflag og på militære faner | Forbundspræsidentens standart | Ørnen som anvendt af forbundsmyndigheder | Ørnen på en D-mark-mønt (indtil 2002) |